# Caetano de Araújo Figueiredo Mendonça Furtado
Caetano de Araújo Figueiredo Mendonça Furtado (? — Desterro, 29 de abril de 1859) foi um advogado provisionado, padre e político luso-brasileiro.
Nasceu em Portugal. Filho de José de Araújo Figueiredo e Maria Mendonça Furtado. Na Província de Santa Catarina, em Desterro/SC (atual Florianópolis) desempenhou as funções de: Advogado provisionado (não formado em Direito, mas com autorização para atuar); Promotor Público interino na Comarca da Capital; e Vigário de Nossa Senhora da Lapa do Ribeirão (no atual bairro do Ribeirão da Ilha) (1807-18130, de Nossa Senhora das Necessidades de Santo Antônio (hoje Santo Antônio de Lisboa) (1829-1837) e de Nossa Senhora da Conceição da Lagoa (atual Lagoa da Conceição)(1850). Residia no Morro da Lagoa (também chamado de Morro do Padre Doutor, em sua homenagem). Foi Capelão do Batalhão de Caçadores da 1ª Linha e reformado como Tenente-Quartel-Mestre do 1º Corpo de Cavalaria de Desterro. Deputado na Assembleia Legislativa Provincial de Santa Catarina com dois mandatos: 11ª Legislatura (1856-1857), escolhido 2º Secretário da Mesa Diretora da Casa, no biênio, e 12ª Legislatura (1858-1859), eleito pelo Colégio Eleitoral de Laguna, respondeu como 1º Secretário da Assembleia, no ano de 1858. Faleceu a 29 de abril de 1859, em Desterro/SC.
Era avô paterno do poeta caterinense Juvêncio de Araújo Figueiredo.
Foi deputado à Assembleia Legislativa Provincial de Santa Catarina na 11ª legislatura (1856 — 1857) e na 12ª legislatura (1858 — 1859).